# Taira no Tsunemori
Taira no Tsunemori (japonais : 平経盛 たいら の つねもり) (1124 - 1185) est le troisième fils de Taira no Tadamori et un jeune demi-frère de Taira no Kiyomori. Il se suicide avec son frère cadet Taira no Norimori à l'issue de la bataille de Dan-no-ura à la fin de la guerre de Genpei.

## Source de la traduction
- (en) Cet article est partiellement ou en totalité issu de l’article de Wikipédia en anglais intitulé « Taira no Tsunemori » (voir la liste des auteurs).